# Jorge Tupou V
Jorge Tupou V (Nascido Siaosi Tāufaʻāhau Manumataongo Tukuʻaho Tupou, Tonga, 4 de maio de 1948 – Hong Kong, 18 de março de 2012) foi o rei do Reino de Tonga desde 2006 até à sua morte em 2012.

## Vida

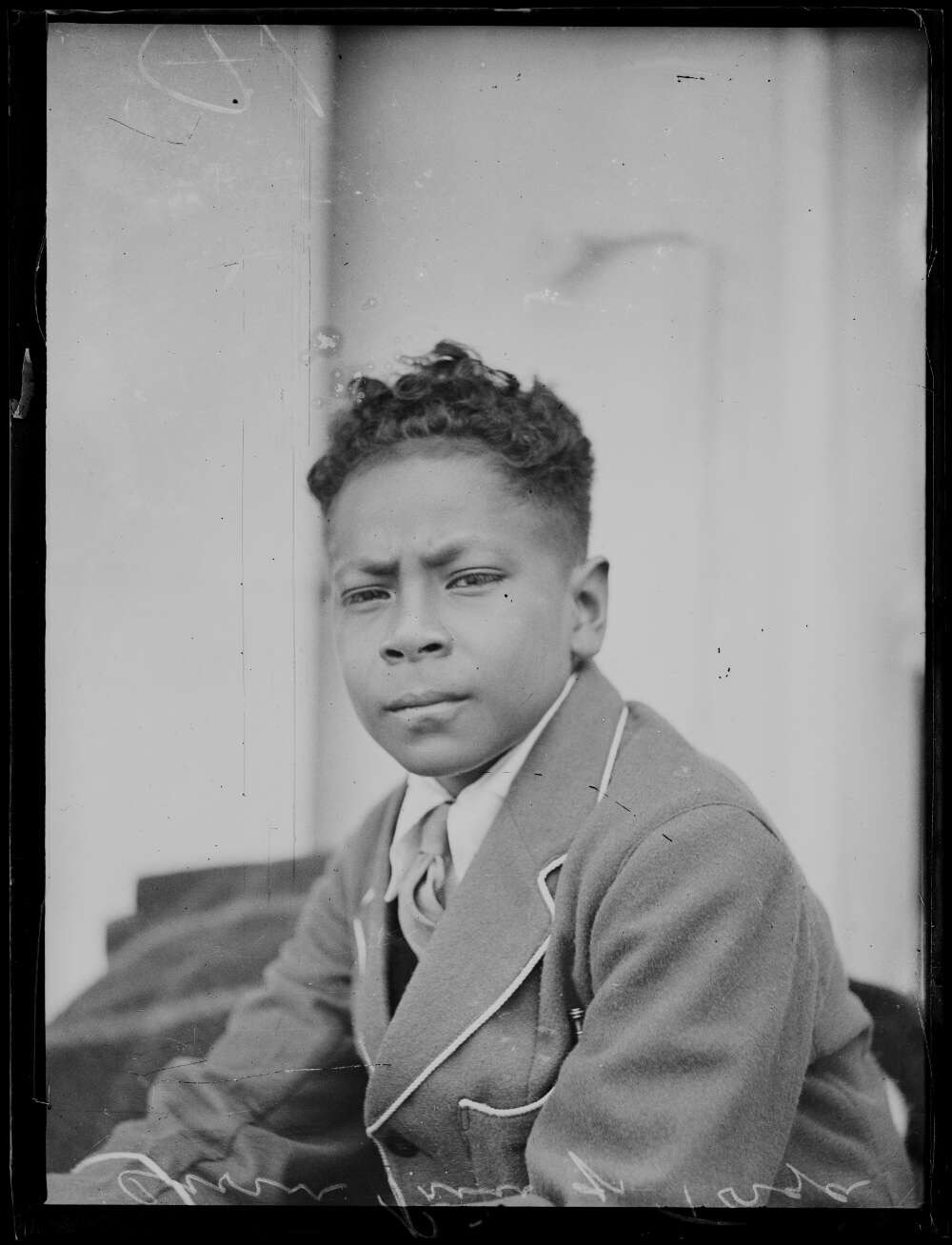
Siaosi na infância.

O príncipe Siaosi nasceu em 4 de maio de 1948, sendo o primeiro filho do então príncipe-herdeiro Tupouto’a Tungi e da princesa Halaevalu.
O jovem príncipe passou toda sua adolescência no exterior, estudando em Auckland, na Nova Zelândia, em Cambridge no Reino Unido e na Suíça, além de cursar a Universidade de Oxford e na Royal Military Academy Sandhurt no Reino Unido. Ele foi declarado príncipe herdeiro em 4 de maio de 1966, poucos meses após seu pais ascender ao trono.
Apesar de nunca ter se casado, o príncipe teve uma filha ilegítima ‘Ilima Lei Tohi nascida em 1974. Em 1997 ela se casou com um policial e teve três filhos, entretanto não foi considerada uma herdeira já que não era de uma família nobre.
Como príncipe-herdeiro o jovem Siaosi teve muita popularidade e influência na política tonganesa, sendo entre 1979 e 1998 o ministro de relações exteriores do reino, já que havia estudado diplomacia e inclusive foi um dos fundadores da Tonfön a primeira empresa de telecomunicações de Tonga em 2002 que deu serviços nas áreas radiofônicas, televisivas e de internet para o país. 

## Reinado
O príncipe foi empossado como rei após a morte de seu pai, em 11 de setembro de 2006. Inicialmente sua coroação foi adiada devido aos violentos protestos pró-democracia que ocorriam em Tonga na época. Inicialmente ocorreria em 2007, porém devido ao luto oficial de seis meses pela morte de seu pai, foi adiada para 30 de julho de 2008. Nesta dia o rei teve uma cerimônia pomposa que contou com a participação de mais de 200 chefes de Tonga, ainda com um festival de tochas por crianças e adolescentes de escolas da capital. Ele foi reconhecido como 23º Tuʻi Kanokupolu sendo descendente direto do rei Jorge Tupou I, o unificador das ilhas de Tonga. Ele também foi coroado ao estilo europeu em 1 de agosto de 2008 em uma cerimônia presidida pelo arcebispo anglicano na Polinésia Jabez Bryce.
Antes de sua coroação o rei buscou reconstruir a capital Nucualofa, que havia sofrido severos danos devido aos violentos protestos dos anos anteriores. Mas o que é considerado um marco em seu reinado foi a luta pela democratização em seu reino, que desde a unificação vivia sob uma aristocracia tribal. Ele garantiu a liberdade de expressão e eleições parlamentares em 2010, coisa que havia sido aconselhada por seu primeiro-ministro Feleti Sevele.
Segundo o porta-voz do palácio real; O soberano do único reino da Polinésia está entregando voluntariamente os poderes para atender as aspirações democráticas de muitos de seu povo. Os cidadãos preferem um parlamento mais representativo e o rei esta do lado deles”.
Em julho de 2010 foram feitas as primeiras eleições democráticas em Tonga, que seriam divulgadas em novembro do mesmo ano. Foi um momento histórico para o país, ainda mais por que o rei abriria mão de nomear o primeiro-ministro e os ministros de estado. Alguns poderes foram mantidos, bem como o de apontar juízes e dar voz de prisão, perdão, declarar guerra, paz ou feriados no país.
Em 24 de fevereiro de 2012 o rei visitou no Vaticano, o papa Bento XVI.
O rei ainda receberia em 15 de setembro de 2011 a Grão-cruz da Ordem do Mérito da República da Hungria, das mãos do presidente húngaro Pál Schmitt.

## Morte

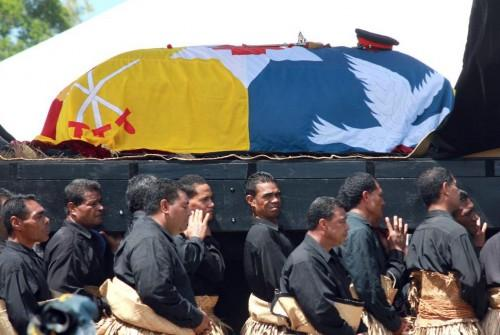
Funeral de Jorge Tupou V.

Jorge Tupou V faleceu no hospital Queen Mary, em Hong Kong onde se tratava de leucemia, mas perdeu para a doença e faleceu às 15h15 da tarde do dia 18 de março de 2012. Na ocasião o primeiro a saber da noticia foi seu irmão Tupouto’a Lavaka que assumiu o trono após isso.
Foram recebidas cartas de condolências de vários chefes de estado do mundo, como a da rainha Isabel II do Reino Unido que o descreveu como um “verdadeiro estadista que serviu o seu povo com distinção”. Também houve as condolências do rei Haroldo V da Noruega que também expressou sua simpatia pelo novo rei. A primeira-ministra australiana declarou que a Austrália perdia um grande amigo com a morte do rei e o também monarca polinésio Tuheitita Paki, rei dos Maoris enviou uma carta em seu idioma nativo que dizia; "He kura i tangihia, he maimai aroha" ou “Condolências à família e ao povo”. O presidente Barack Obama expressou seus pêsames referindo "um amigo" dos Estados Unidos e a perda de "um líder visionário" para o povo de Tonga.
No funeral em 27 de março de 2012 compareceram ademais de uma multidão do povo, alguns representantes de estado como o príncipe Hitachi e sua esposa, irmãos do imperador japonês Akihito. O duque de Gloucester e os governadores-gerais da Austrália (Quentin Bryce) e da Nova Zelândia (Jerry Mateparae). 